# سيدي بوخلخال
سيدي بوخلخال (بالإنجليزية: SIDI BOUKHALKHAL)‏ هي قرية ريفية تابعة لإقليم الخميسات ضمن جهة الرباط سلا زمور زعير بالمغرب. بلغ مجموع عدد سكان سيدي بوخلخال حسب إحصاءات 2004 حوالي 7200 نسمة يعيشون في 1236 أسرة.